# Asilomar Conference on Recombinant DNA

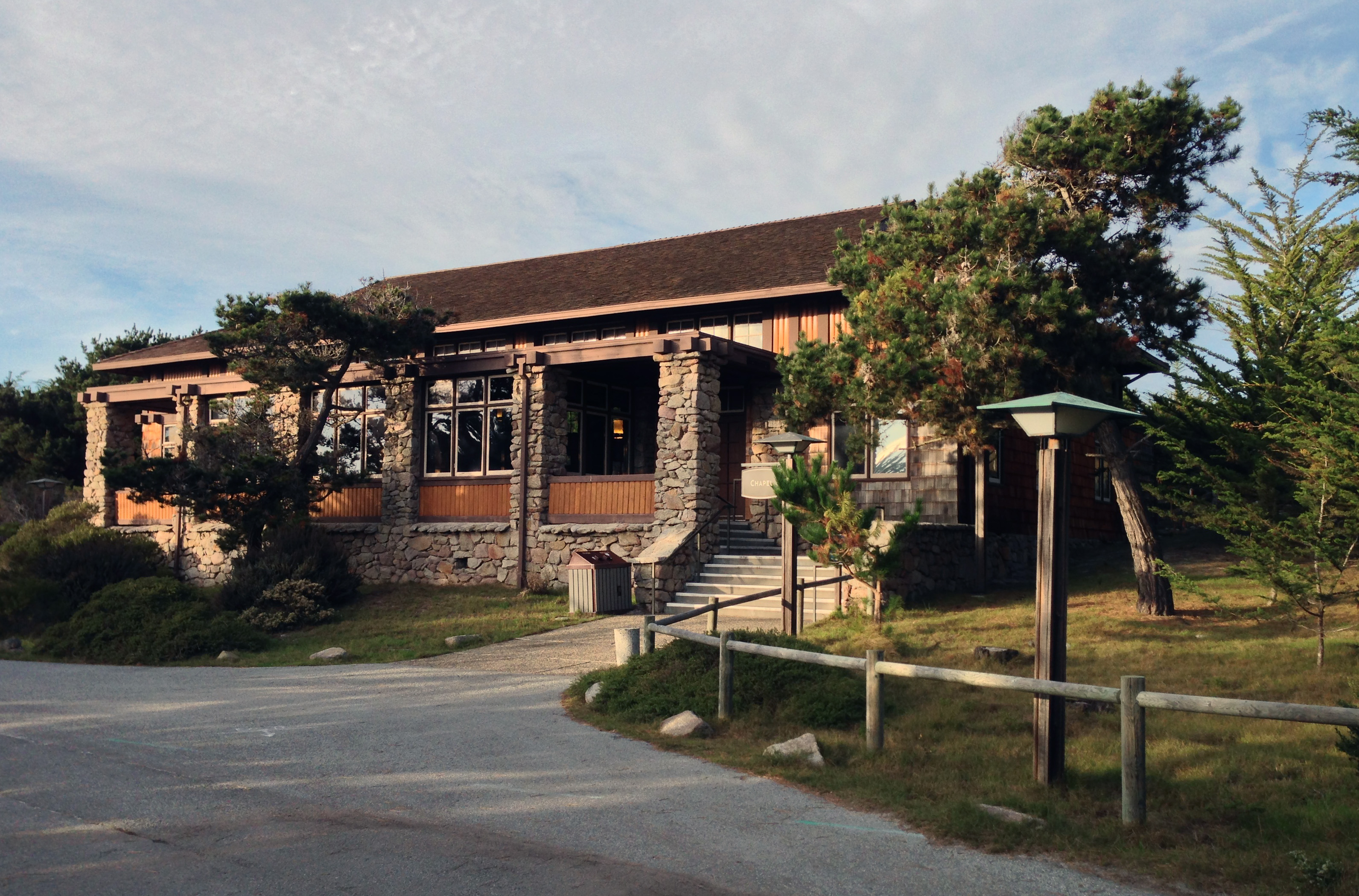
Eingang zur Kapelle, die als Tagungsraum diente

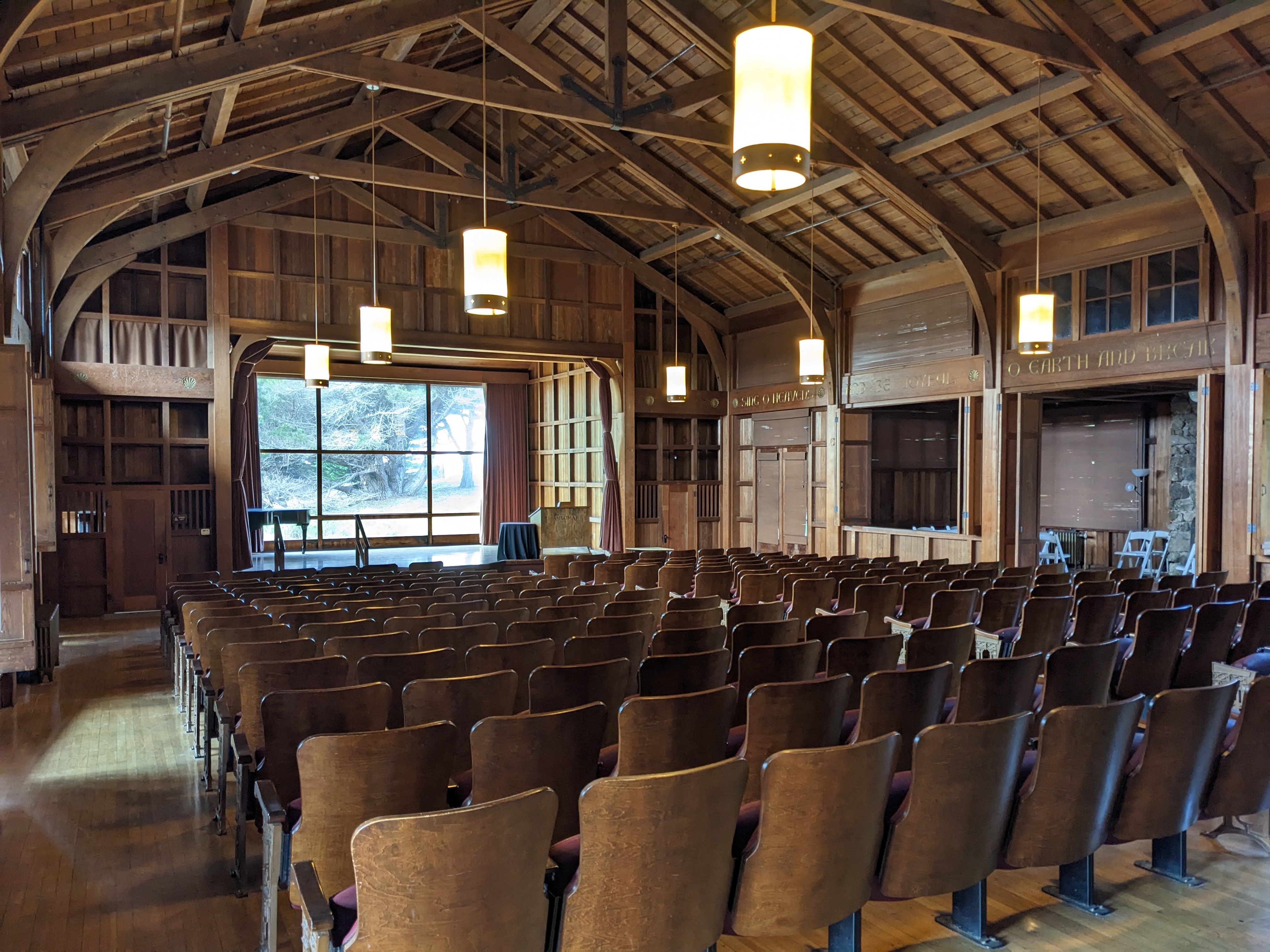
Blick in den Saal, in dem die Empfehlungen erörtert wurden

Die Asilomar Conference on Recombinant DNA Molecules (Asilomar-Konferenz über rekombinante DNA-Moleküle) wurde organisiert, um den wissenschaftlichen Fortschritt auf dem Gebiet der Forschung an rekombinanten DNA-Molekülen zu überprüfen und „geeignete Wege zum Umgang mit den potenziellen biologischen Gefahren zu finden“, die aus der Forschung an gentechnisch veränderten Organismen hervorgehen könnten.
Diese Konferenz fand vom 24. bis 27. Februar 1975 auf den Asilomar Conference Grounds in Pacific Grove, Kalifornien, USA, statt. Sie war vorbereitet worden – unter der Bezeichnung International Conference on Recombinant DNA Molecules –  durch ein Organisationskomitee, bestehend aus Paul Berg (Leitung), David Baltimore, Sydney Brenner, Richard 0. Roblin III und Maxine F. Singer. Im Jahr 2008 beschrieb Paul Berg in der Fachzeitung Nature die Ergebnisse der einflussreichen Konferenz wie folgt: „Auf dem Treffen in Kalifornien wurden Standards festgelegt, die es Genetikern ermöglichen, die Forschung bis an ihre Grenzen voranzutreiben, ohne die öffentliche Gesundheit zu gefährden.“

## Vorgeschichte
Die Vorgeschichte der Asilomar-Konferenz von 1975 reicht zurück bis in den Juni 1971. Damals leitete der US-amerikanische Mikrobiologe Robert Pollack, beschäftigt als Postdoc am Cold Spring Harbor Laboratory, einen Kurs für eine Gruppe von Doktoranden, darunter die spätere Onkologin Janet E. Mertz. Von Mertz erfuhr Pollack, dass ihr Doktorvater – Paul Berg – sie beauftragt habe, im Rahmen eines Projektes zur Krebsforschung das Genom des Affen-Virus 40 (SV40) in das Darmbakterium Escherichia coli einzuschleusen. SV40 konnte in Hamsterzellen unkontrolliertes Wachstum verursachen, und man befürchtete, dass es beim Menschen Krebs verursachen könnte; der Gentransfer sollte es ermöglichen, potenzielle „Krebsgene“ zu identifizieren. Pollack war durch diesen Bericht zutiefst beunruhigt, weswegen er Berg am nächsten Tag anrief, um ihn zu fragen, warum er ein solch „verrücktes“ Experiment plane. Berg erinnerte sich später, dass er die Bedenken für „Quatsch“ und „unerhört“ hielt. Doch dieses Telefonat hatte Gespräche mit Freunden, Kollegen und Studenten über die Befürchtung zur Folge, der Gentransfer könne zu einem Bakterium führen, das beim Menschen Darmkrebs verursacht. Auch wurde erörtert, wie man Forscher und Umwelt vor einer versehentlichen Freisetzung solcher gentechnisch veränderten Organismen schützen könne. Zudem war der bei Mertz beauftragte Gentransfer ohnehin nur ein Seitenaspekt seiner Forschungsprojekte, und angesichts der – wenn auch aus seiner Sicht geringen – Möglichkeit, dass das Experiment schiefgehen könnte, gab Berg diesen Teil des Projekts auf.
Im Juni 1973 kam es auch während einer Gordon Research Conference im Zusammenhang mit der Erforschung von Nukleinsäuren zu einer Sicherheitsdebatte, als deren Ergebnis die National Academy of Sciences aufgefordert wurde, eine offizielle Untersuchung der möglichen Risiken rekombinanter DNA zu veranlassen. Tatsächlich wurde umgehend unter Leitung von Paul Berg ein gemeinsames Committee on Recombinant DNA Molecules von Akademie und National Research Council berufen, das im Juli 1974 gleichzeitig in den drei Fachzeitschriften Science, Nature und PNAS einen Offenen Brief mit einer Warnung vor „potenziellen biologischen Risiken von rekombinanten DNA-Molekülen“ (Potential Biohazards of Recombinant DNA Molecules) veröffentlichte. Darin hieß es:

„Es besteht die ernste Sorge, dass einige der künstlichen rekombinanten DNA-Moleküle sich als biologisch gefährlich erweisen könnten. Ein potenzielles Risiko bei den derzeitigen Experimenten ergibt sich aus der Notwendigkeit, ein Bakterium wie E. coli zu verwenden, um rekombinante DNA-Moleküle zum Klonen zu verwenden und um deren Anzahl zu vervielfältigen. E. coli-Stämme besiedeln verbreitet den menschlichen Darmtrakt, und sie sind imstande, genetische Informationen mit anderen Arten von Bakterien auszutauschen, von denen einige für den Menschen krankheitserregend sind. Demzufolge könnten neue DNA-Abschnitte, die in E. coli eingeführt werden, möglicherweise weite Verbreitung finden unter menschlichen, bakteriellen, Pflanzen- oder Tierpopulationen mit unvorhersehbaren Folgen.“

Aufgrund dieser Befürchtungen forderten die Mitglieder des Committee on Recombinant DNA Molecules weltweit alle Wissenschaftler auf, freiwillig auf derartige Experimente zu verzichten, „bis die potenziellen Gefahren solcher rekombinanter DNA-Moleküle besser bewertet worden sind oder bis angemessene Methoden zur Verhinderung ihrer Verbreitung entwickelt worden sind.“ Der Direktor der National Institutes of Health wurde u. a. aufgefordert, Leitlinien ausarbeiten zu lassen, die von Wissenschaftlern zu beachten sind, wenn in ihren Forschungsvorhaben mit potenziell gefährlichen rekombinanten DNA-Molekülen umgegangen wird. Schließlich wurde gefordert „ein internationales Treffen der beteiligten Wissenschaftler aus der ganzen Welt“ zu Beginn des Jahres 1975 einzuberufen, um in erweitertem Rahmen über geeignete Sicherheitsmaßnahmen beim Umgang mit den potenziellen Gefahren rekombinanter DNA-Molekülen zu diskutieren.

## Ergebnisse der Konferenz von Asilomar
Vom 24. bis 27. Februar 1975 fanden sich rund 150 Molekularbiologen, Ärzte und Juristen, Mitarbeiter von Behörden und Unternehmen sowie 16 Journalisten, vorwiegend aus Nordamerika und Großbritannien stammend, auf den Asilomar Conference Grounds in Kalifornien zu einer Fachtagung ein, um erste verbindliche Sicherheitskonzepte und Richtlinienvorschläge für den Umgang mit rekombinanter DNA zu erarbeiten. Ziel der Veranstaltung war daher u. a., den im Juli 1974 vorgeschlagenen, freiwilligen Verzicht auf Experimente mit rekombinanter DNA zu beenden, ohne Menschen, Tiere und Pflanzen sowie das gesamte Ökosystem allzu großen Risiken auszusetzen. In einer im Juni 1975 in Nature veröffentlichten Zusammenfassung der Konferenz-Ergebnisse hieß es, die Teilnehmer der Konferenz seien sich einig gewesen, dass die meisten Arbeiten zur Konstruktion rekombinanter DNA-Moleküle fortgesetzt werden sollten. Voraussetzung hierfür sei, dass angemessene Sicherheitsvorkehrungen – vor allem biologische und physische Barrieren – geschaffen werden, die geeignet sind, die versehentliche Ausbreitung „neugeschaffener Organismen“ (newly created organisms) zu verhindern. Sollten biologische und physische Schutzmaßnahmen nicht in ausreichendem Maße möglich sein, sollten Experimente weiterhin unterlassen werden.
Vorgeschlagen wurde, für die Abschirmungssysteme vier Sicherheitsstufen zu definieren:
- Typ 1 – minimales Risiko: Gefahren können genau eingeschätzt werden und sind voraussichtlich nur minimal; die üblichen Hygienemaßnahmen in klinischen mikrobiologischen Labors sind einzuhalten.
- Typ 2 – niedriges Risiko: Aus den verfügbaren Informationen geht hervor, dass die rekombinante DNA das ökologische Verhalten der Empfängerspezies nicht nennenswert verändern und ihre Pathogenität nicht signifikant erhöhen wird. Verboten ist das Pipettieren mit dem Mund, der Zugang von Laborpersonal wird eingeschränkt, und Verfahren, bei denen Aerosole entstehen können, sind unter einer Sicherheitswerkbank durchzuführen.
- Typ 3 – moderates Risiko: Es besteht die Möglichkeit, einen Erreger zu erzeugen, der ein erhebliches Potenzial zur Pathogenität oder zu ökologischen Störungen aufweist. Ergänzend zu den Regelungen für Typ 2 ist der Gentransfer bei Unterdruck unter einer Sicherheitswerkbank und mit Handschuhen durchzuführen, Abluft muss gefiltert werden.
- Typ 4 – hohes Risiko: Diese Sicherheitsstufe ist für Experimente vorgesehen, bei denen das Potenzial für ökologische Störungen groß oder die Pathogenität des veränderten Organismus schwerwiegend sein könnte und somit eine potentiell ernste Gefahr für das Laborpersonal oder die Öffentlichkeit besteht. Die Labors müssen konzipiert worden sein, um mit hochinfektiösen mikrobiologischen Agenzien arbeiten zu können, d. h. sie sind baulich isoliert von anderen Bereichen durch Schleusen, man arbeitet unter Unterdruck, das Personal muss beim Betreten der Einrichtung die Kleidung wechseln und sich duschen, es gibt Vorrichtungen zur Inaktivierung oder Entfernung biologischer Agenzien (zur Dekontamination) sowohl für das Personal als auch für Abluft und für alle flüssigen oder festen Abfälle.

Des Weiteren wurden Risikoabschätzungen für unterschiedliche Formen von Experimenten formuliert, und zwar (1) für Prokaryoten, Bakteriophagen und Plasmide, (2) für Tierviren, (3) für Eukaryoten und (4) für aufzuschiebende Experimente. Zu den letztgenannten Experimenten heißt es in der Zusammenfassung der Diskussionsergebnisse vom Juni 1975:

„Es gibt technisch mögliche Experimente, die mit so schwerwiegenden Gefahren verbunden sind, dass sie aufgrund der zurzeit verfügbaren Vektor-Wirt-Systeme und der zurzeit verfügbaren Sicherheitsstandards nicht durchgeführt werden sollten. Dazu gehören das Klonen rekombinanter DNA, die von hochpathogenen Organismen stammt, […] DNA, die Toxin-Gene enthält sowie Großversuche (mehr als 10 Liter Nährmedium) mit rekombinanter DNA, die in der Lage ist, für Menschen, Tiere oder Pflanzen potenziell schädliche Produkte herzustellen.“

## Nachwirkungen
In der Fachzeitschrift Science wurde bereits im März 1975 kommentiert, sowohl die Asilomar-Konferenz als auch das vorhergegangene Moratorium hätten zwar nur die Macht eines moralischen Appells, aber die Vorschläge seien Leitlinien, die wahrscheinlich in vielen Ländern von den Behörden, die für die Ausarbeitung der nationalen Vorschriften zuständig sind, genau befolgt werden. Begründet wurde dieser Optimismus durch den Umstand, dass es in der Geschichte der Wissenschaft beispiellos zu sein scheint, dass einer technischen Entwicklung nicht erst nach dem ersten Auftreten der abzuwendenden Gefahren Sicherheitsvorkehrungen auferlegt werden. Tatsächlich machten sich die US-amerikanischen National Institutes of Health die Vorschläge der Konferenzteilnehmer zu eigen und setzten sie 1976 in verbindliche Richtlinien für das Arbeiten mit neukombinierter DNA um (Guidelines for Research Involving Recombinant DNA Molecules).
1978 wurde in Deutschland die Zentrale Kommission für die Biologische Sicherheit (ZKBS) am damaligen Bundesgesundheitsamt eingerichtet. Die Experten der ZKBS übersetzten noch im gleichen Jahr die US-Richtlinien in geringfügig modifizierter Form in deutsches Recht (Richtlinien zum Schutz vor Gefahren durch in vitro neukombinierte Nukleinsäuren). Diese sogenannten Genrichtlinien wurden mehrfach überarbeitet und galten bis zum Inkrafttreten des Gentechnikgesetzes (GenTG) am 1. Juli 1990. Wie von der Asilomar-Konferenz vorgeschlagen, werden in Deutschland gentechnische Arbeiten im Gentechnikgesetz in vier Sicherheitsstufen eingeteilt. Auch die rechtlichen Grundlagen, deren Ziel der Schutz der Arbeitnehmer gegen eine Gefährdung durch biologische Arbeitsstoffe bei der Arbeit ist (siehe Biologische Schutzstufe#Risikogruppen), orientieren sich in Deutschland an den Vorschlägen der Asilomar-Konferenz.
In weitgehend gleicher Weise gingen die US-Richtlinien in Österreich in das heutige Bundesgesetz, mit dem Arbeiten mit gentechnisch veränderten Organismen, das Freisetzen und Inverkehrbringen von gentechnisch veränderten Organismen und die Anwendung von Genanalyse und Gentherapie am Menschen geregelt werden (Gentechnikgesetz – GTG) und in der Schweiz in das heutige Bundesgesetz über die Gentechnik im Ausserhumanbereich (Gentechnikgesetz, GTG) ein.
In einem Rückblick, 50 Jahre nach der Asilomar-Konferenz, wies die Fachzeitschrift Nature im Februar 2025 auf eine in den 1970er- und 1980er-Jahren kaum beachtete Auswirkung der Veranstaltung auf die Forschung an biologischen Kampfstoffen in der Sowjetunion hin. Im April 1974 hatte deren Regierung ein streng geheimes Biowaffen-Programm unter der Leitung von Biopreparat, einem Netzwerk geheimer Labore, aufgelegt. Drei mit diesem Programm betraute Forscher nahmen an der Asilomar-Konferenz teil: die Militärwissenschaftler Alexander Baev und Andrei Darjewitsch Mirsabekow sowie Wladimir Alexandrowitsch Engelhardt von der Russischen Akademie der Wissenschaften. Zusammenfassend heißt es in Nature: „Unabhängig davon, ob die sowjetische Delegation in Asilomar etwas gelernt hat, das für das Biopreparat-Programm von unmittelbarer Bedeutung war, boten die Konferenz und ihre Beschlüsse einen zivilen Rahmen für die enorme Ausweitung der Biotechnologie in der Sowjetunion.“
Nach dem Vorbild der Asilomar-Konferenz rief Anfang 2015 eine Gruppe prominenter Biologen, darunter Paul Berg und David Baltimore, eine Fachtagung in Napa (Kalifornien) ein, um in dieser „Gruppe interessierter Akteure“ die wissenschaftlichen, medizinischen, juristischen und ethischen Fragen im Zusammenhang mit der Anwendung der CRISPR/Cas-Methode auf den Menschen zu erörtern.

## Belege
1. ↑  Paul Berg, David Baltimore, Sydney Brenner, Richard 0. Roblin III und Maxine F. Singer: Asilomar Conference on Recombinant DNA Molecules. In: Science. Band 188, Nr. 4192, 1975, S. 991–994, doi:10.1126/science.1056638.
2. ↑  Asilomar Conference Grounds. Website der Asilomar Conference Grounds
3. ↑  Organizing Committee for the International Conference on Recombinant DNA Molecules.
4. ↑  Paul Berg: Asilomar 1975: DNA modification secured. In: Nature. Band 455, 2008, S. 290–291, doi:10.1038/455290a.
5. 1 2 3 4   Matthew Cobb: Money and murder: the dark side of the Asilomar meeting on recombinant DNA. In: Nature. Band 638, 2025, S. 603–606, doi:10.1038/d41586-025-00457-w.
6. ↑  Geschichte der Gentechnik und Gentechnik-Gesetzgebung. Übersicht auf dem Server des Bayerischen Landesamts für Gesundheit und Lebensmittelsicherheit, Mai 2014.
7. ↑  Maxine Singer und Dieter Soll: Guidelines for DNA Hybrid Molecules. In: Science. Band 181, Nr. 4105, 1973, S. 1114, doi:10.1126/science.181.4105.1114.a.
8. ↑  Paul Berg, David Baltimore, Herbert W. Boyer, Stanley N. Cohen, Ronald W. Davis, David S. Hogness, Daniel Nathans, Richard O. Roblin, James D. Watson, Sherman Weissman und Norton D. Zinder: Potential Biohazards of Recombinant DNA Molecules. In: Science. Band 185, Nr. 4148. 1974, S. 303, doi:10.1126/science.185.4148.303.
PNAS, Band 71, Nr. 77, 1974, S. 2593–2594, doi:10.1073/pnas.71.7.2593.
Nature, Band 250, 1974, S. 175–176, doi:10.1038/250175a0.
9. ↑  Shobita Parthasarathy: Viewing Asilomar from the Global South. In: Science. Band 387, Nr. 6733, 2025, S. 454, doi:10.1126/science.adw2511.
10. ↑  Paul Berg, David Baltimore, Sydney Brenner Richard 0. Roblin III und Maxine F. Singer: Asilomar conference on DNA recombinant molecules. In: Nature. Band 255, 1975, S. 442–444, doi:10.1038/255442a0.
11. ↑  Nicholas Wade: Genetics: Conference Sets Strict Controls to Replace Moratorium. In: Science. Band 187, Nr. 4180, 1975, S. 931–934, doi:10.1126/science.11643274.
12. ↑  David Baltimore, Paul Berg, Michael Botchan et al.: A prudent path forward for genomic engineering and germline gene modification. In: Science. Band 348, Nr. 6230, 2015, S. 36–38, doi:10.1126/science.aab1028.
13. ↑  J. Benjamin Hurlbut: Limits of Responsibility: Genome Editing, Asilomar, and the Politics of Deliberation. In: The Hastings Center Report. Band 45, Nr. 5, 2015, S. 11–14, doi:10.1002/hast.484.